# ニハリ
ニハリ(Nihari)は、インド亜大陸のシチューである。牛のすね肉または羊のすね肉や山羊肉、鶏肉を骨髄とともにじっくり調理する。

## 歴史
多くの文献によると、ニハリはムガル帝国末期の18世紀末にハイデラバードやオールドデリーで作られ始めたか、今日のラクナウに当たるアワディにある王室のキッチンで作られ始めたと考えられている。
ニハリは、インド亜大陸のイスラム教徒の料理全体とともに発達してきた。バングラデシュの一部、特にダッカやチッタゴンでは人気のある古い御馳走である。一晩かけて調理し、日の出頃の早朝に食べる。パキスタンでもよく食べられ、国民食の1つとみなされている。この料理は、そのスパイシーさで知られているが、スパイシーさや食感は、様々なものがある。

## 人気
ニハリは、デリー、ボーパール、ラクナウのイスラム教徒の伝統的な料理である。1947年にパキスタンが建国されると、ウルドゥ語を話すインド北部のイスラム教徒の多くがカラチやダッカに移住し、レストランを始めた。カラチではニハリが人気となり、すぐにパキスタン全土に広がった。現在では世界中のパキスタン料理店でニハリを食べることができる。
前日のニハリの残りを翌日の鍋に入れるレストランもある。このように再利用される分をTaarと呼び、独特の香りをもたらすと信じられている。オールドデリーでは、1世紀を遡る「継足し」を行っている店もある。

## 民間療法
ニハリは、風邪、鼻漏、発熱に対する家庭薬として用いられることもある。伝説によると、少なくとも100年前にデリーで賢者によって調合されたとされている。